# Strobilanthes clarkei
Strobilanthes clarkei är en akantusväxtart som beskrevs av John Richard Ironside Wood. Strobilanthes clarkei ingår i släktet Strobilanthes och familjen akantusväxter. Inga underarter finns listade i Catalogue of Life.